# Quảng Châu, Nghệ An
Quảng Châu là một xã thuộc tỉnh Nghệ An, Việt Nam. Xã được hình thành trên cơ sở sáp nhập các xã Diễn Đồng, Diễn Liên, Diễn Thái và Xuân Tháp của huyện Diễn Châu trong đợt Sáp nhập tỉnh thành Việt Nam 2025.

## Thành lập
Xã Quảng Châu được thành lập theo Nghị quyết số 1678/NQ-UBTVQH15 của Ủy ban Thường vụ Quốc hội Việt Nam, ban hành ngày 16 tháng 6 năm 2025. Theo đó, sắp xếp toàn bộ diện tích tự nhiên, quy mô dân số của các xã Diễn Đồng, Diễn Liên, Diễn Thái và Xuân Tháp thuộc huyện Diễn Châu trước đây thành một xã mới có tên gọi là xã Quảng Châu.
Trước đó, theo Đề án sắp xếp đơn vị hành chính cấp xã tỉnh Nghệ An, xã này là xã Diễn Châu 3.
Sau sắp xếp xã có diện tích tự nhiên: 26,40 km², quy mô dân số: 37.434 người.

## Địa lý
Xã Quảng Châu có vị trí địa lý:
- Phía Đông giáp xã Đức Châu;
- Phía Nam giáp xã Minh Châu và xã Yên Thành;
- Phía Tây giáp xã Yên Thành và xã Đông Thành;
- Phía Bắc giáp xã Đông Thành.

Xã Quảng Châu có diện tích tự nhiên 26,40 km².

## Hành chính
Xã Quảng Châu được chia thành 38 xóm: 1, 2, 3, 4, 5, 6, 7, 8, 9, Bắc Xuân, Bút Trận, Đồng Mỹ, Giếng Hứng, Hàng Gia, Liên Hoa, Mới, Nam Vang, Nam Xuân, Phú Hậu, Quần Phương, Song Thịnh, Tam Ngọc, Tân Đức, Tân Hóa, Tân Hòa, Tân Nam, Tân Phú, Tân Thắng, Tân Thanh, Tân Thư, Tân Yên, Thái Hậu, Thịnh Ngọc, Trung Xuân, Văn Hiến và Xuân Tháp .
Dưới đây là tên xóm cũ và tên mới sau sắp xếp :
| Xã cũ     | Tên xóm cũ              | Tên xóm mới        |
| --------- | ----------------------- | ------------------ |
| Xuân Tháp | Xóm 1                   | Song Thịnh         |
| Xuân Tháp | Xóm 2                   | Thịnh Ngọc         |
| Xuân Tháp | Xóm 3                   | Tam Ngọc           |
| Xuân Tháp | Xóm 4                   | Thái Hậu           |
| Xuân Tháp | Xóm 5                   | Phú Hậu            |
| Xuân Tháp | Xóm 6                   | Xuân Tháp          |
| Xuân Tháp | Xóm 7                   | Nam Vang           |
| Xuân Tháp | Bắc Xuân (giữ nguyên)   |                    |
| Xuân Tháp | Nam Xuân (giữ nguyên)   |                    |
| Xuân Tháp | Trung Xuân (giữ nguyên) |                    |
| Xuân Tháp | Liên Hoa (giữ nguyên)   |                    |
| Diễn Thái | Xóm 1                   | Bút Trận           |
| Diễn Thái | Xóm 4                   | Tân Đức            |
| Diễn Thái | Xóm 5                   | Mới                |
| Diễn Thái | Xóm 6                   | Tân Thư            |
| Diễn Thái | Xóm 7                   | Hàng Gia           |
| Diễn Thái | Xóm 8                   | Tân Hóa            |
| Diễn Thái | Xóm 9                   | Quần Phương        |
| Diễn Thái | Xóm 10                  | Tân Hòa            |
| Diễn Thái | Tân Nam (giữ nguyên)    |                    |
| Diễn Đồng | Xóm 1                   | Tân Yên            |
| Diễn Đồng | Xóm 2                   | Tân Thanh          |
| Diễn Đồng | Xóm 3                   | Tân Phú            |
| Diễn Đồng | Xóm 4                   | Giếng Hứng         |
| Diễn Đồng | Xóm 5                   | Tân Thắng          |
| Diễn Đồng | Xóm 6                   | Đồng Mỹ            |
| Diễn Đồng | Xóm 7                   | Văn Hiến           |
| Diễn Liên | Xóm 1 (giữ nguyên)      | Xóm 1 (giữ nguyên) |
| Diễn Liên | Xóm 4 (giữ nguyên)      |                    |
| Diễn Liên | Xóm 5 (giữ nguyên)      |                    |
| Diễn Liên | Xóm 6 (giữ nguyên)      |                    |
| Diễn Liên | Xóm 7 (giữ nguyên)      |                    |
| Diễn Liên | Xóm 8 (giữ nguyên)      |                    |
| Diễn Liên | Xóm 9 (giữ nguyên)      |                    |